# Le Chemin de la drogue
Pour plus de détails, voir Fiche technique et Distribution.
Le Chemin de la drogue est un film français réalisé par Louis S. Licot, sorti en 1953.

## Synopsis
"Le Chemin de la Drogue" raconte l’histoire d’un jeune inspecteur de la douane à la recherche de mystérieux trafiquants. Son enquête se poursuit de la frontière belge à la frontière espagnole où il démasque les coupables. Il épousera la fille de son capitaine

## Fiche technique
- Réalisation : Louis S. Licot
- Scénario : Louis S. Licot
- Dialogues : Max Eddy et Louis S. Licot
- Directeur de la photographie : Guy Delecluse
- Caméraman : Jacques Lang
- Son : René Lecuyer
- Musique : Georges Van Parys et Georges Ghestem
- Montage : Guy Michel-Ange
- Société de production : Socefilm (Société Centrale de Film) à Lyon
- Production : Camille Foiry
- Société de distribution : Consortium du Film
- Pays  :  France
- Format : Noir et blanc - 1,37:1 - 35 mm - Son mono
- Genre : Policier
- Durée : 90 minutes
- Date de sortie : 
  - France - 5 juin 1953

## Distribution
- Jimmy Gaillard : Inspecteur Girard
- Jacques Varennes : Garbo
- Daniel Clérice
- René Génin
- Line Dariel
- Anne-Marie Duverney
- Marcel Laporte : Radiolo
- Micheline Neige
- Frédéric Jean : le gosse martyr

## Production
Le film est tourné dans les Pyrénées-Orientales, à Perpignan et dans les lieux suivants : Le Perthus, Bourg-Madame, Cerbère et Port-Vendres.